# 岩田秀行
岩田 秀行（いわた ひでゆき、1949年 - ）は、日本の国文学者。近世文学研究者。跡見学園女子大学名誉教授。江戸文芸、歌舞伎、浮世絵の関わりを江戸風俗の視点から研究している。

## 経歴
香川県生まれ。1973年、東京教育大学文学部文学科国語学国文学専攻卒。1982年、早稲田大学大学院文学研究科日本文学専攻博士後期課程満期退学。1994年から跡見学園女子大学文学部教授（詳細履歴)。2020年定年、名誉教授となる。
浮世絵研究における「見立絵」の概念規定に異議を唱え(神保五彌編「「見立絵」に関する疑問」)、諏訪春雄と論争となった。

## 著作
- 『江戸芸文孜　黄表紙・浮世絵・江戸俳諧』若草書房、2019

### 校注書
- 『誹風 柳多留 三篇』（現代教養文庫, 社会思想社, 1985全国書誌番号:86016025
- 『江戸座 点取俳諧集』（新日本古典文学大系）鈴木勝忠, 石川八朗共編, 岩波書店, 1993NCID BN0868861X
- 『明治戯作集』（新日本古典文学大系 明治編9）須田千里共編, 岩波書店, 2010, NCID BB01063288
- 『波多野華涯書簡集 門人濱口梧洞との往復書簡』小田切マリ共編. 文学通信, 2019

### 論文
1. ↑  『江戸文学研究』新典社、1993年。所収

- 「見立て」追考(『国語と国文学』90(4), 2013所収)  NAID 40019613261
- 「東洲斎」の読みについて(『浮世絵芸術』165, 2013所収)[書影 1], 書誌：NAID 40019575321
- 「機知の文学」(岩波講座日本文学史 ; 9. 18世紀の文学)菅野覚明[ほか]著, 岩波書店, 1996 NCID BN15593284  ほか多数

## 書影
1. ↑  “浮世絵芸術データベース”. 2015年9月25日閲覧。,165号

## 外部サイト
1. ↑   “跡見学園女子大学教員詳細”. 2015年9月24日閲覧。
2. ↑   “諏訪春雄通信”. 2015年9月24日閲覧。 no.59